# Grand Prix-wegrace van Zwitserland 1949
De Grand Prix-wegrace van Zwitserland 1949 was de tweede race van het wereldkampioenschap wegrace-seizoen 1949 en ook de tweede officiële WK-race in de geschiedenis. De races werden verreden op 2- en 3 juli 1949 op Circuit Bremgarten, een stratencircuit in de stad Bern. In deze Grand Prix bracht men alle bestaande klassen aan de start: 500 cc, 350 cc, 250 cc, 125 cc en de zijspanklasse. De 250cc-klasse reed op zaterdag 2 juli, de overige klassen op zondag 3 juli. Op zondag was er ook tijd ingeruimd voor een single-seat-autorace, de klasse die in 1950 de Formule 1 zou worden. Deze race werd gewonnen door voormalig motorcoureur Alberto Ascari.

## Algemeen
Omdat de Italiaanse teams het in de TT van Man grotendeels hadden laten afweten, was dit de eerste echte internationale ontmoeting van topteams en -coureurs sinds de wedstrijden om het Europees kampioenschap aan het einde van de jaren dertig. Er werd vooral veel verwacht van de viercilinder Gilera 500 4C, die sterker en lichter was dan de Britse Norton Manx. De Italianen hadden ook - meer dan de Britten - energie gestoken in de ontwikkeling van compressormotoren, maar die had de FICM verboden, waardoor dat werk waardeloos was geworden.

## 500cc-klasse
25 rijders startten in de 500cc-klasse, waarvan er slechts 14 de finish haalden. Ted Frend, die zich al als snelste had gekwalificeerd, reed ook de snelste ronde, wat hem een extra punt had opgeleverd als hij de finish had gehaald. Dat gebeurde echter niet en het punt ging nu naar winnaar Les Graham. Tweede werd Arciso Artesiani met de Gilera 500 4C, voor Harold Daniell en Nello Pagani, die ruzie had met constructeur Piero Remor en die daarom voor straf met de eencilinder Gilera Saturno moest aantreden.
| Pos | Coureur          | Merk             | Tijd      | Punten |
| --- | ---------------- | ---------------- | --------- | ------ |
| 1   | Les Graham       | AJS              | 1:26"14'9 | 10+1   |
| 2   | Arciso Artesiani | Gilera           | + 1"21'9  | 8      |
| 3   | Harold Daniell   | Norton           | + 1"32'0  | 7      |
| 4   | Nello Pagani     | Gilera (Saturno) | + 2"15'0  | 6      |
| 5   | Freddie Frith    | Velocette        | + 1 ronde | 5      |
| 6   | Guido Leoni      | Moto Guzzi       |           |        |
| 7   | Ken Bills        | Velocette        |           |        |
| 8   | Roger Richoz     | Norton           |           |        |
| 9   | Hans Kaufmann    | Gilera (Saturno) |           |        |
| 10  | Georges Cordey   | Norton           |           |        |
| 11  | Benoit Musy      | Moto Guzzi       |           |        |
| 12  | Bill Beevers     | Norton           |           |        |
| 13  | Nandor Puhony    | Gilera (Saturno) |           |        |
| 14  | Laszlo Szabo     | Gilera (Saturno) |           |        |

| Coureur           | Merk             |
| ----------------- | ---------------- |
| Fergus Anderson   | Moto Guzzi       |
| Artie Bell        | Norton           |
| Carlo Bandirola   | Gilera (Saturno) |
| Bruno Bertacchini | Moto Guzzi       |
| Dario Ambrosini   | Gilera (Saturno) |
| Johnny Lockett    | Norton           |
| Ted Frend         | AJS              |
| Norman Croft      | Triumph          |
| Ernie Thomas      | Triumph          |
| Jean Behra        | Moto Guzzi       |
| František Juhan   | Moto Guzzi       |

| Coureur     | Merk      |
| ----------- | --------- |
| Jock West   | AJS       |
| Ernie Lyons | Velocette |
| Syd Jensen  | Triumph   |

### Top negen tussenstand 500cc-klasse
(slechts negen coureurs hadden al punten gescoord)
| Pos | Coureur          | Merk      | Ptn |
| --- | ---------------- | --------- | --- |
| 1   | Harold Daniell   | Norton    | 17  |
| 2   | Les Graham       | AJS       | 12  |
| 3   | Arciso Artesiani | Gilera    | 8   |
| 3   | Johnny Lockett   | Norton    | 8   |
| 5   | Ernie Lyons      | Velocette | 7   |
| 6   | Nello Pagani     | Gilera    | 6   |
| 6   | Artie Bell       | Norton    | 6   |
| 8   | Freddie Frith    | Velocette | 5   |
| 8   | Syd Jensen       | Triumph   | 5   |

## 350cc-klasse
Freddie Frith won zijn tweede Grand Prix op rij, maar hij had slechts vier seconden voorsprong op de AJS-rijders Les Graham en Bill Doran. Frith kreeg ook het extra punt voor de snelste ronde. 20 coureurs haalden de finish.
| Pos | Coureur       | Merk      | Tijd      | Punten |
| --- | ------------- | --------- | --------- | ------ |
| 1   | Freddie Frith | Velocette | 1:07"06'0 | 10 +1  |
| 2   | Les Graham    | AJS       | + 0"3'9   | 8      |
| 3   | Bill Doran    | AJS       | + 0"4'1   | 7      |
| 4   | Reg Armstrong | AJS       | + 0"22'2  | 6      |
| 5   | Tommy Wood    | Velocette | + 0"30'8  | 5      |
| 6   | Artie Bell    | Norton    |           |        |

| Coureur         | Merk      |
| --------------- | --------- |
| Eric McPherson  | AJS       |
| Bob Foster      | Velocette |
| Charlie Salt    | Velocette |
| David Whitworth | Velocette |
| Frank Fry       | Velocette |
| Harold Daniell  | Norton    |
| Johnny Lockett  | Norton    |
| Ernie Lyons     | Velocette |

### Top acht tussenstand 350cc-klasse
(slechts acht coureurs hadden al punten gescoord)
| Pos | Coureur        | Merk      | Ptn |
| --- | -------------- | --------- | --- |
| 1   | Freddie Frith  | Velocette | 22  |
| 2   | Reg Armstrong  | AJS       | 11  |
| 3   | Les Graham     | AJS       | 8   |
| 3   | Ernie Lyons    | Velocette | 8   |
| 5   | Bill Doran     | AJS       | 7   |
| 5   | Artie Bell     | Norton    | 7   |
| 7   | Harold Daniell | Norton    | 6   |
| 8   | Tommy Wood     | Velocette | 5   |

## 250cc-klasse
In de 250cc-race ontmoetten de Italianen en de Britten elkaar voor het eerst. Bruno Ruffo won met ruime voorsprong op Dario Ambrosini, maar Fergus Anderson reed de snelste ronde. Omdat Manliff Barrington (winnaar van de Lightweight TT) niet scoorde stond hij nu samen met Ruffo aan de leiding van het kampioenschap. 16 coureurs kwamen aan de start, waarvan er 12 de finish haalden.
| Pos | Coureur            | Merk       | Tijd      | Punten |
| --- | ------------------ | ---------- | --------- | ------ |
| 1   | Bruno Ruffo        | Moto Guzzi | 1:00"07'2 | 10     |
| 2   | Dario Ambrosini    | Benelli    | + 0"39'6  | 8      |
| 3   | Fergus Anderson    | Moto Guzzi | + 0"49'1  | 7+1    |
| 4   | Claudio Mastellari | Moto Guzzi | + 0"49'3  | 6      |
| 5   | Benoit Musy        | Moto Guzzi | + 1"18'6  | 5      |
| 6   | Tommy Wood         | Moto Guzzi |           |        |

| Coureur             | Merk        |
| ------------------- | ----------- |
| Svend-Aage Sørensen | Excelsior   |
| Doug Beasley        | Excelsior   |
| George Reeve        | Rudge       |
| Maurice Cann        | Moto Guzzi  |
| Roland Pike         | Rudge       |
| Ronald Mead         | Mead-Norton |
| Manliff Barrington  | Moto Guzzi  |
| Gianni Leoni        | Moto Guzzi  |
| Umberto Masetti     | Benelli     |

### Top tien tussenstand 250cc-klasse
| Pos | Coureur             | Merk       | Ptn |
| --- | ------------------- | ---------- | --- |
| 1   | Bruno Ruffo         | Moto Guzzi | 10  |
| 1   | Manliff Barrington  | Moto Guzzi | 10  |
| 3   | Tommy Wood          | Moto Guzzi | 9   |
| 4   | Dario Ambrosini     | Benelli    | 8   |
| 4   | Fergus Anderson     | Moto Guzzi | 8   |
| 6   | Roland Pike         | Rudge      | 7   |
| 7   | Ronald Mead         | Norton     | 6   |
| 7   | Claudio Mastellari  | Moto Guzzi | 6   |
| 9   | Benoît Musy         | Moto Guzzi | 5   |
| 9   | Svend-Aage Sørensen | Excelsior  | 5   |

## 125cc-klasse
De 125cc-klasse was een volledig Italiaanse aangelegenheid. Nello Pagani won met zijn Mondial en reed ook de snelste ronde. Carlo Ubbiali deed het met zijn MV Agusta-tweetakt niet slecht: hij werd vierde door Umberto Masetti nipt te verslaan. 17 coureurs kwamen aan de start, waarvan er 15 de finish haalden.
| Pos | Coureur           | Merk        | Tijd     | Punten |
| --- | ----------------- | ----------- | -------- | ------ |
| 1   | Nello Pagani      | Mondial     | 53"12'4  | 10+1   |
| 2   | Renato Magi       | Moto Morini | + 1"53'7 | 8      |
| 3   | Celeste Cavaciuti | Mondial     | + 3"17'0 | 7      |
| 4   | Carlo Ubbiali     | MV Agusta   | + 3"18'0 | 6      |
| 5   | Umberto Masetti   | Moto Morini | + 3"18'6 | 5      |
| 6   | Franco Bertoni    | MV Agusta   |          |        |

| Coureur          | Merk      |
| ---------------- | --------- |
| Gianni Leoni     | Mondial   |
| Giuseppe Matucci | MV Agusta |
| Oscar Clemencigh | Mondial   |
| Umberto Braga    | Mondial   |

### Top vijf tussenstand 125cc-klasse
Conform wedstrijduitslag

## Zijspanklasse (600 cc)
Eric Oliver en Denis Jenkinson lieten er geen misverstand over bestaan wie de beste was. Ze wonnen zeer ruim voor Ercole Frigerio/Lorenzo Dobelli, die met een Gilera Saturno-blok reden en het met de tweede plaats nog verrassend goed deden.
16 combinaties haalden de finish.
| Pos | Coureur         | Bakkenist        | Merk   | Tijd     | Punten |
| --- | --------------- | ---------------- | ------ | -------- | ------ |
| 1   | Eric Oliver     | Denis Jenkinson  | Norton | 58"51'0  | 10+1   |
| 2   | Ercole Frigerio | Lorenzo Dobelli  | Gilera | + 0"49'6 | 8      |
| 3   | Hans Haldemann  | Herbert Läderach | Norton | + 0"50'0 | 7      |
| 4   | Jakob Keller    | Ernst Brutschi   | Gilera | + 2"20'5 | 6      |
| 5   | Albino Milani   | Ezio Ricotti     | Gilera | + 3"06'7 | 5      |

| Coureur             | Bakkenist      | Merk   |
| ------------------- | -------------- | ------ |
| Frans Vanderschrick | Martin Whitney | Norton |
| Roland Benz         | Max Hirzel     | BMW    |
| Pip Harris          | Neil Smith     | Norton |
| Ernesto Merlo       | Aldo Veglio    | Gilera |

### Top vijf tussenstand zijspanklasse
Conform wedstrijduitslag

## Trivia

### Piero Remor
Piero Remor had voor Giuseppe Gilera de viercilinder Gilera 500 4C ontwikkeld, maar vooral Nello Pagani had nogal wat kritiek op de wegligging van die machine. Remor strafte hem daarvoor door hem met de eencilinder Gilera Saturno te laten starten. Nu Pagani twee minuten achterstand opliep op Les Graham greep Gilera in: voor de TT van Assen kreeg Pagani een viercilinder en Remor werd aan het einde van het seizoen ontslagen.
1922 · 1923 · 1924 · 1927 · 1928 · 1929 · 1930 · 1931 · 1932 · 1933 · 1935 · 1936 · 1937 · 1938 · 1946 · 
1947 ·1948 · 1949 · 1950 · 1951 · 1952 · 1953 · 1954 · 1959